# Pontiac (automobilka)
Pontiac byla americká automobilka založená roku 1926 ve městě Pontiac, Michigan. Patřila do jedné z divizí General Motors (spolu s firmami Chevrolet, Buick, Cadillac, Vauxhall a GMC). Své produkty prodávala hlavně do Spojených států, do Kanady a do Mexika a zaměřovala se na vizuálně sportovní vozy pro širší veřejnost.
Mezi nejznámější vozy patří sportovní Pontiac Firebird a Fiero, luxusní Pontiac Bonneville, kontroverzní Pontiac Aztek, řada G, Pontiac Grand Am, Pontiac Grand Prix či muscle car Pontiac GTO a Tempest.
27. dubna 2009 firma GM ohlásila, že automobilku pro finanční problémy uzavře. Poslední vozy Pontiac byly vyráběny v prosinci 2009, jediný poslední vůz byl vyroben v lednu 2010. Doprodávat se přestaly téhož roku v říjnu.

## Galerie

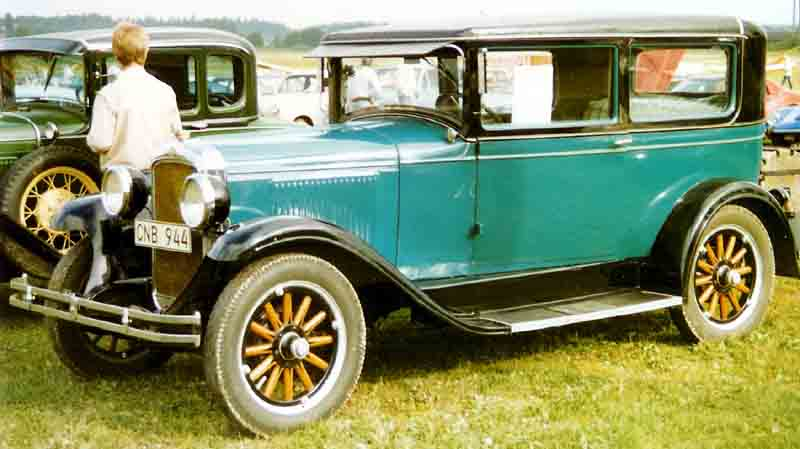
Pontiac New Series 6-28 8240 2-door Sedan 1928
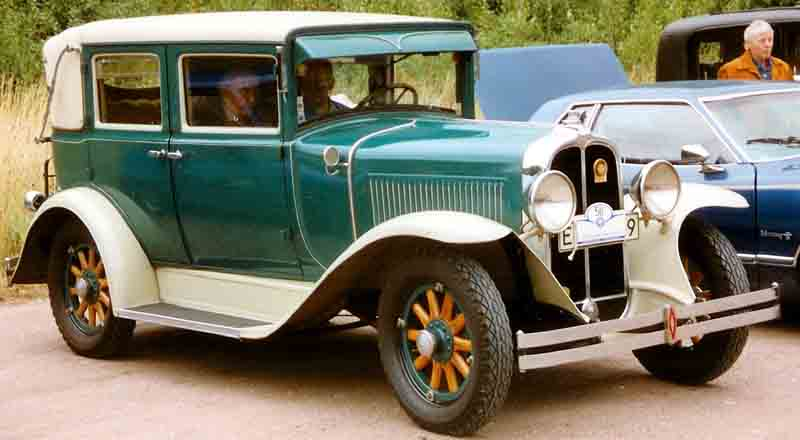
Pontiac Big Six Series 6-29 8930 4-Door Landaulette 1929
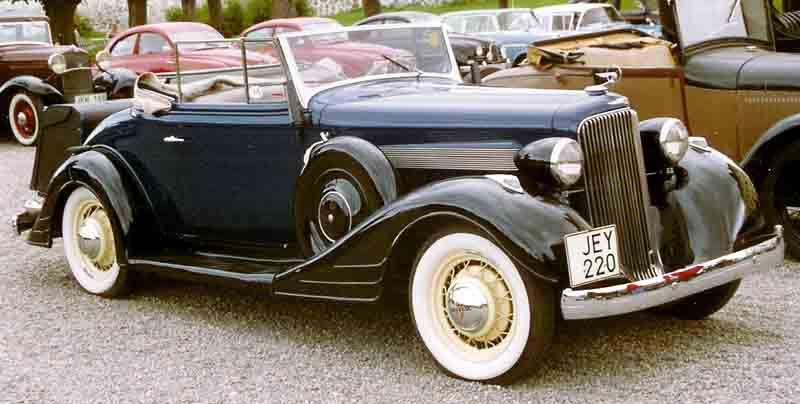
Pontiac Series 603 34318 Convertible Coupé 1934
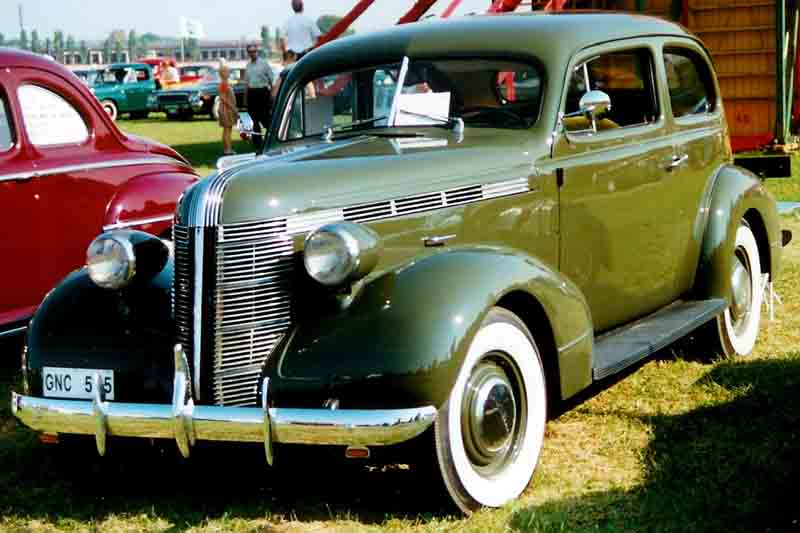
Pontiac De Luxe Series 26 2611 2-door Touring Coach 1937
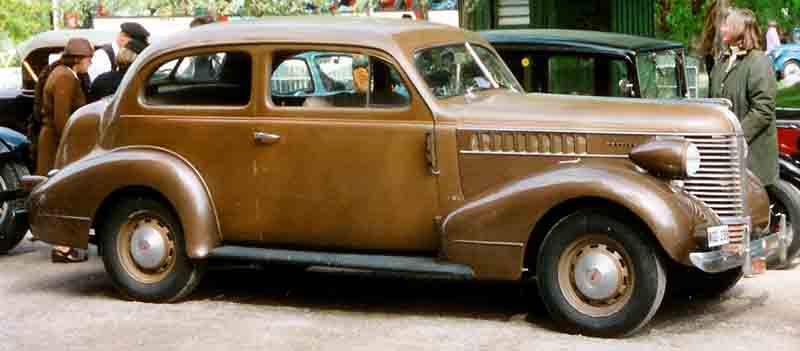
Pontiac De Luxe Series 28 2811 2-door Touring Sedan 1938
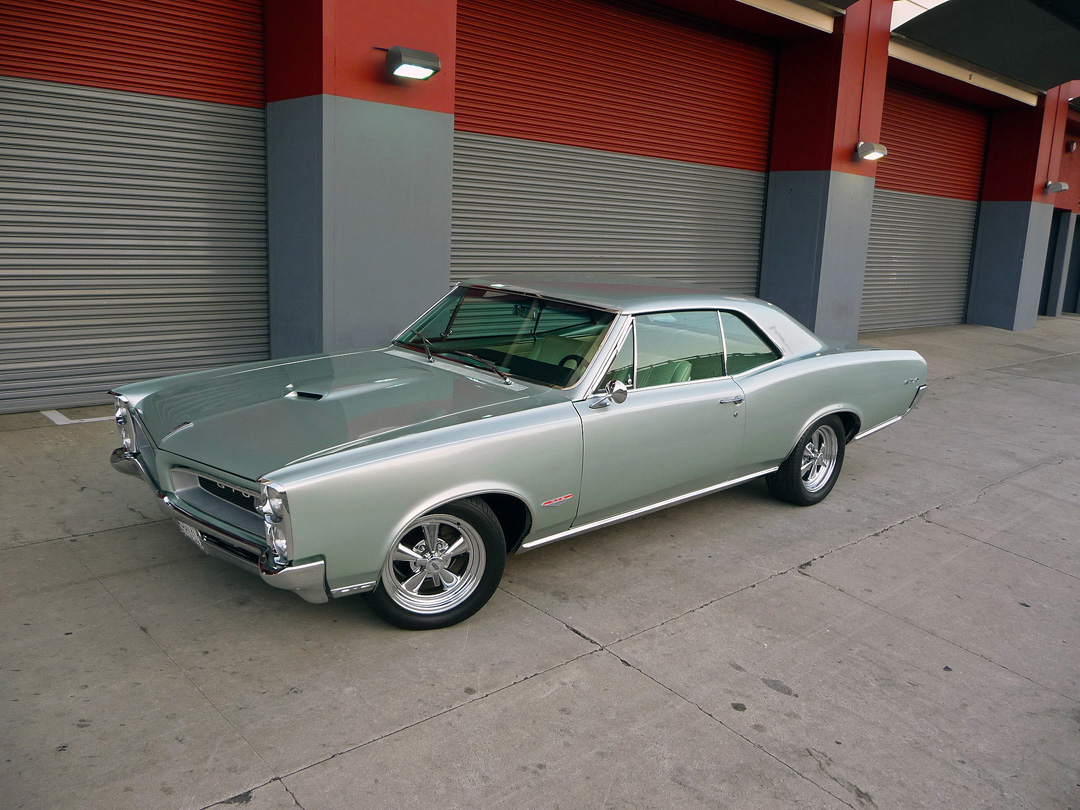
Pontiac GTO 1966
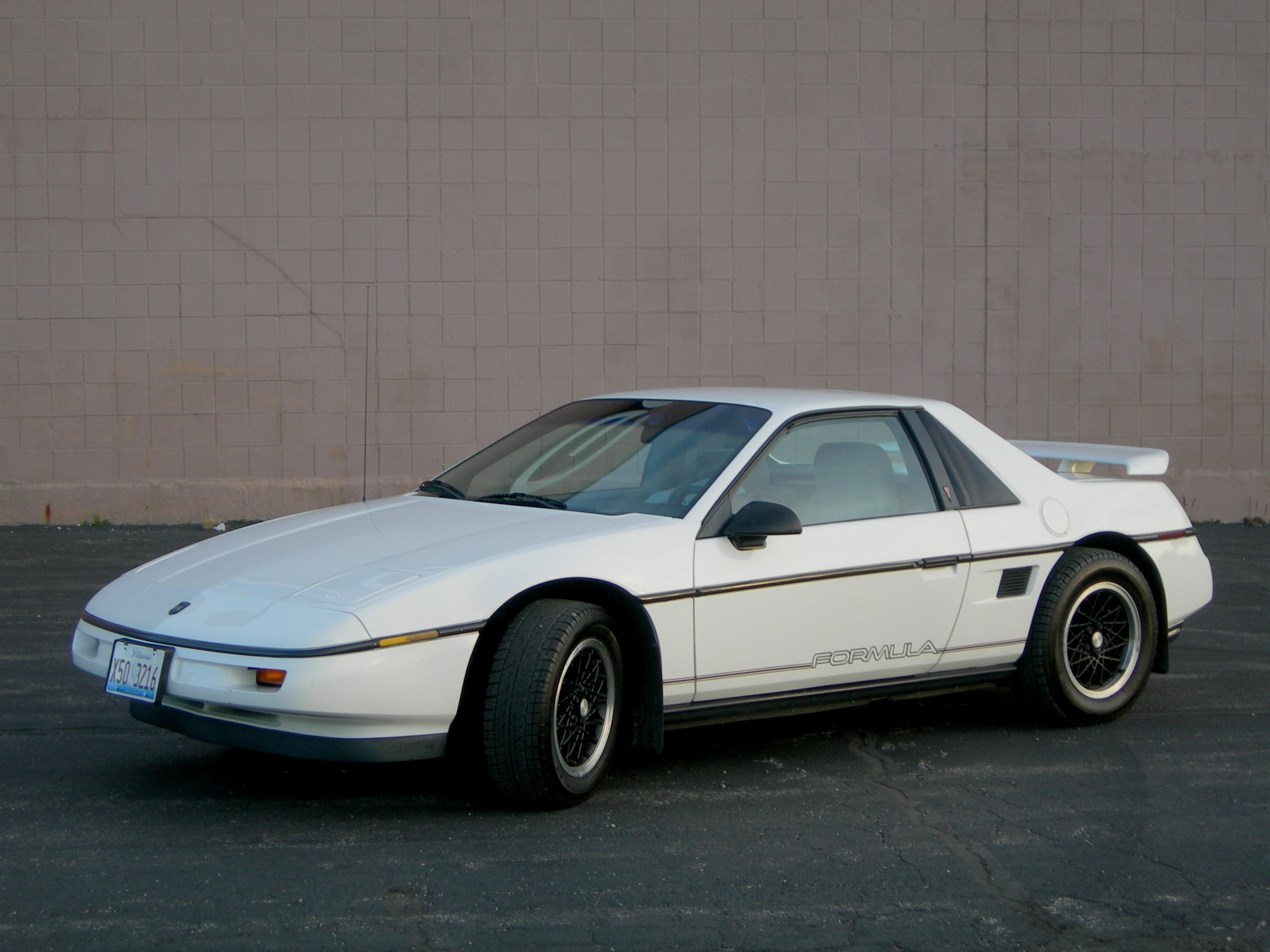
Pontiac Fiero 1988
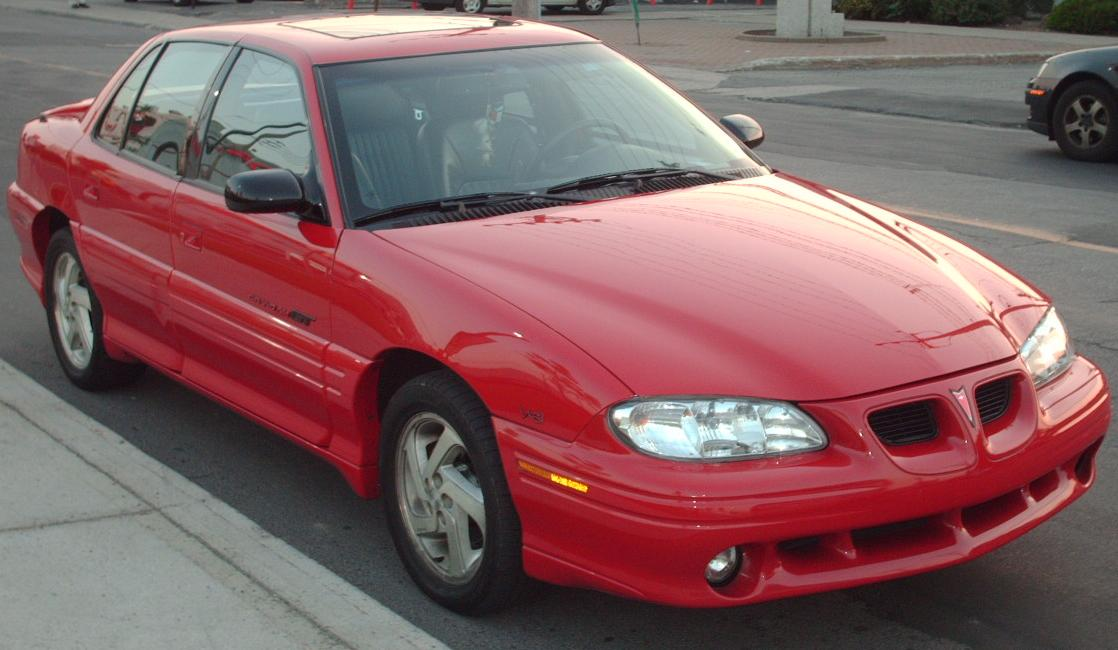
Pontiac Grand Am Sedan 1996-1998
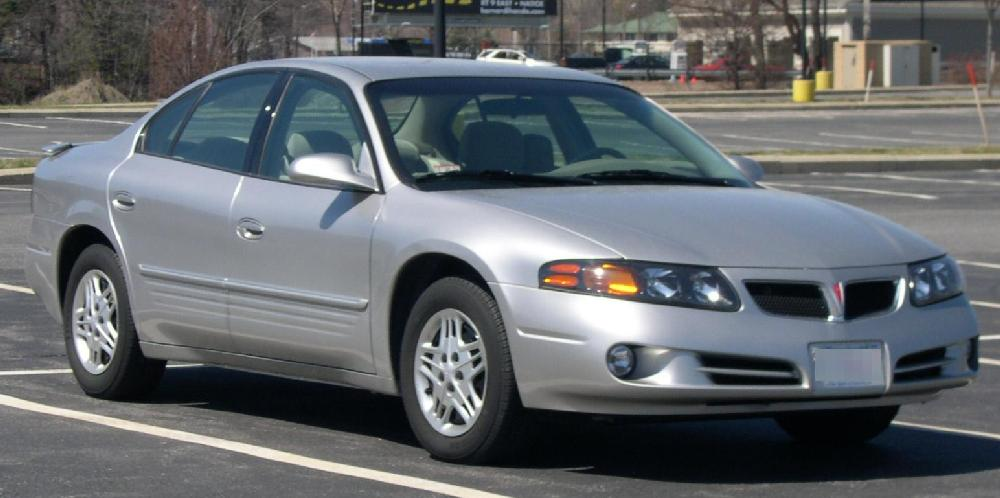
Pontiac Bonneville 2003
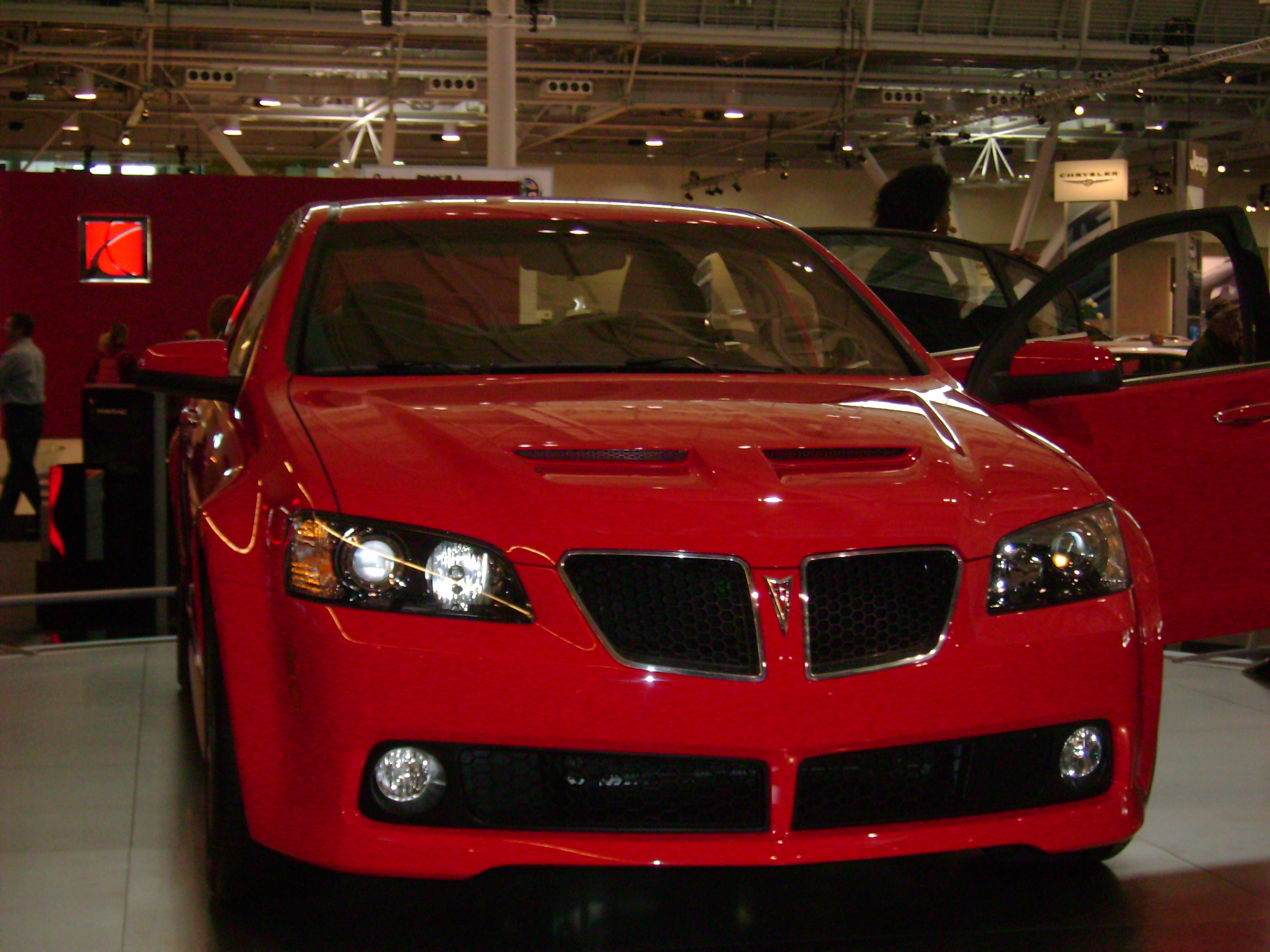
Pontiac G8 2008

## Vozy Pontiac
- Pontiac 2+2 (1964–1970)
- Pontiac 1000 (1983–1987)
- Pontiac 2000 (1983)
- Pontiac 2000 Sunbird (1983–1984)
- Pontiac 6000 (1982–1991)
- Pontiac Acadian (1976–1987)
- Pontiac Astre (1975–1977; 1973–1977)
- Pontiac Aztek (2001–2005)
- Pontiac Bonneville (1957–2005)
- Pontiac Catalina (1959–1981)
- Pontiac Chieftain (1949–1958)
- Pontiac Custom S (1969)
- Pontiac De-Lux (1937)
- Pontiac Executive (1967–1970)
- Pontiac Fiero (1984–1988)
- Pontiac Firebird (1967–2002)
- Pontiac Firefly (1985–2001)
- Pontiac G3 (2006–2009)
- Pontiac G4 (2005–2009)
- Pontiac G5 (2007–2009)
- Pontiac G6 (2004–2010)
- Pontiac G8 (2008–2009)
- Pontiac GT-37 (1970-1971)
- Pontiac Grand Am (1973–1975, 1978–1980, 1985–2005)
- Pontiac Grand Prix (1962–2008)
- Pontiac Grand Safari (1971–1978)
- Pontiac Grand Ville (1971–1975)
- Pontiac Grande Parisienne (1966–1969)
- Pontiac GTO (1964–1974)
- Pontiac GTO (2004–2006)
- Pontiac J2000 (1982)
- Pontiac Laurentian (1955–1981)
- Pontiac LeMans (1962–1981, 1988–1993)
- Pontiac Matiz (1998–2005)
- Pontiac Matiz G2 (2006–2010)
- Pontiac Montana (1999–2005)
- Pontiac Montana SV6 (2005–2006)
- Pontiac Parisienne (1983–1986; 1958–1986)
- Pontiac Pathfinder (1955–1958)
- Pontiac Phoenix (1977–1984)
- Pontiac Pursuit (G5 Pursuit) (2005–2006)
- Pontiac Safari (1955–1989)
- Pontiac Silver Streak
- Pontiac Solstice (2006–2009)
- Pontiac Star Chief (1954–1966)
- Pontiac Star Chief Executive (1966)
- Pontiac Strato-Chief (1955–1970)
- Pontiac Streamliner (1942-1951)
- Pontiac Sunbird (1975–1980, 1985–1994)
- Pontiac Sunburst (1985–1989)
- Pontiac Sunfire (1995–2005)
- Pontiac Sunrunner (1994–1997)
- Pontiac Super Chief (1957–1958)
- Pontiac T1000 (1981–1982)
- Pontiac T-37 (1970-1971)
- Pontiac Tojan (1985 -1991)
- Pontiac Tempest (1961–1970; 1987–1991)
- Pontiac Torpedo (1940-1948)
- Pontiac Torrent (2006–2009)
- Pontiac Trans Am (1969–2002)
- Pontiac Trans Sport (1990–1998)
- Pontiac Ventura (1960–1970, 1973–1977)
- Pontiac Ventura II (1971–1972)
- Pontiac Vibe (2003–2010)
- Pontiac Wave (G3 Wave) (2004–2010)